# زیارتگاه چل دختران

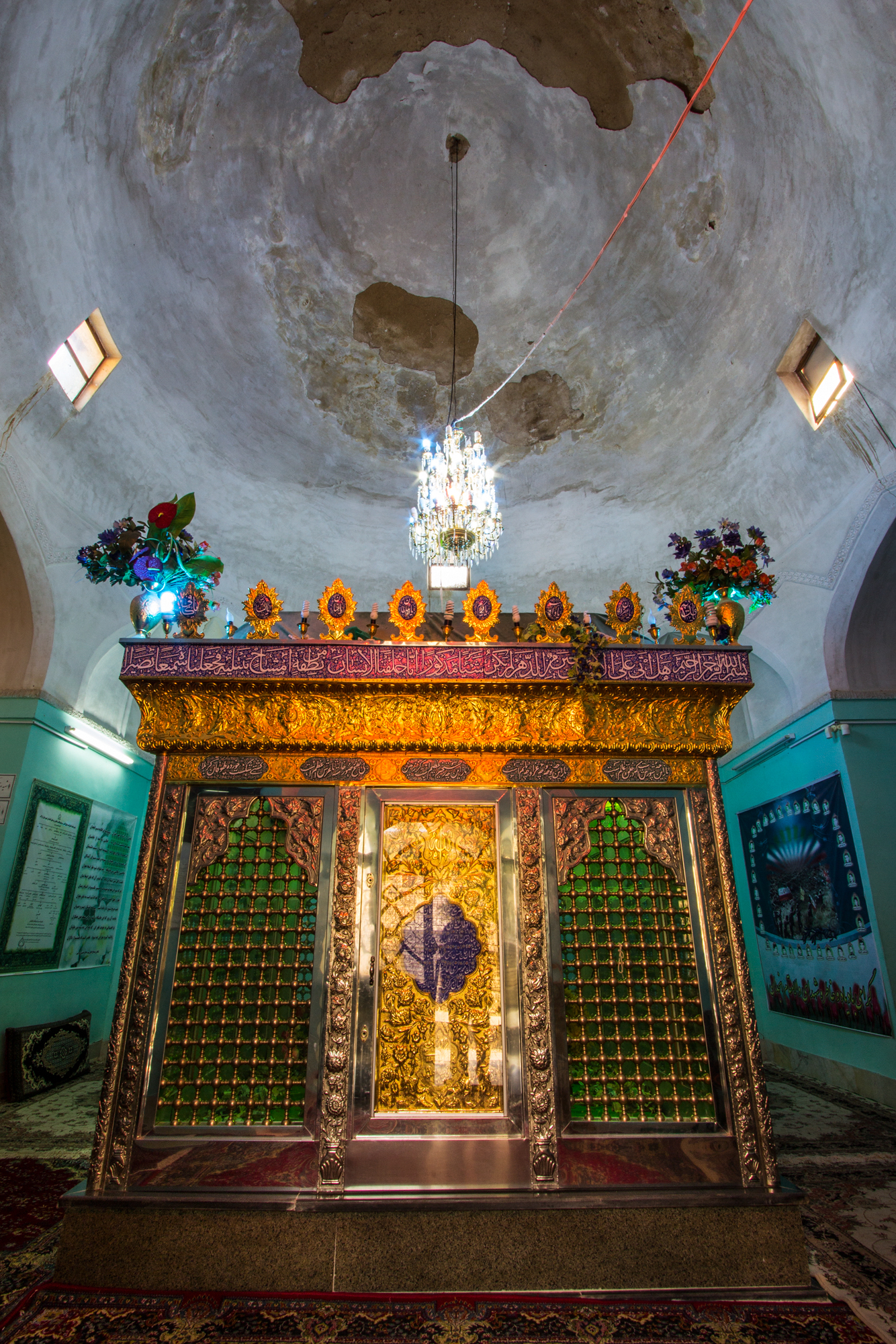

زیارتگاه چل دختران مربوط به دوره صفوی است و در شهرستان اراک، بخش مرکزی، دهستان امان آباد، روستای انجدان واقع شده و این اثر در تاریخ ۲۶ اسفند ۱۳۸۷ با شمارهٔ ثبت ۲۶۱۰۸ به‌عنوان یکی از آثار ملی ایران به ثبت رسیده‌است.